# Chlorophytum rutenbergianum
Chlorophytum rutenbergianum là một loài thực vật có hoa trong họ Măng tây. Loài này được Vatke mô tả khoa học đầu tiên năm 1885.